# Younous Omarjee

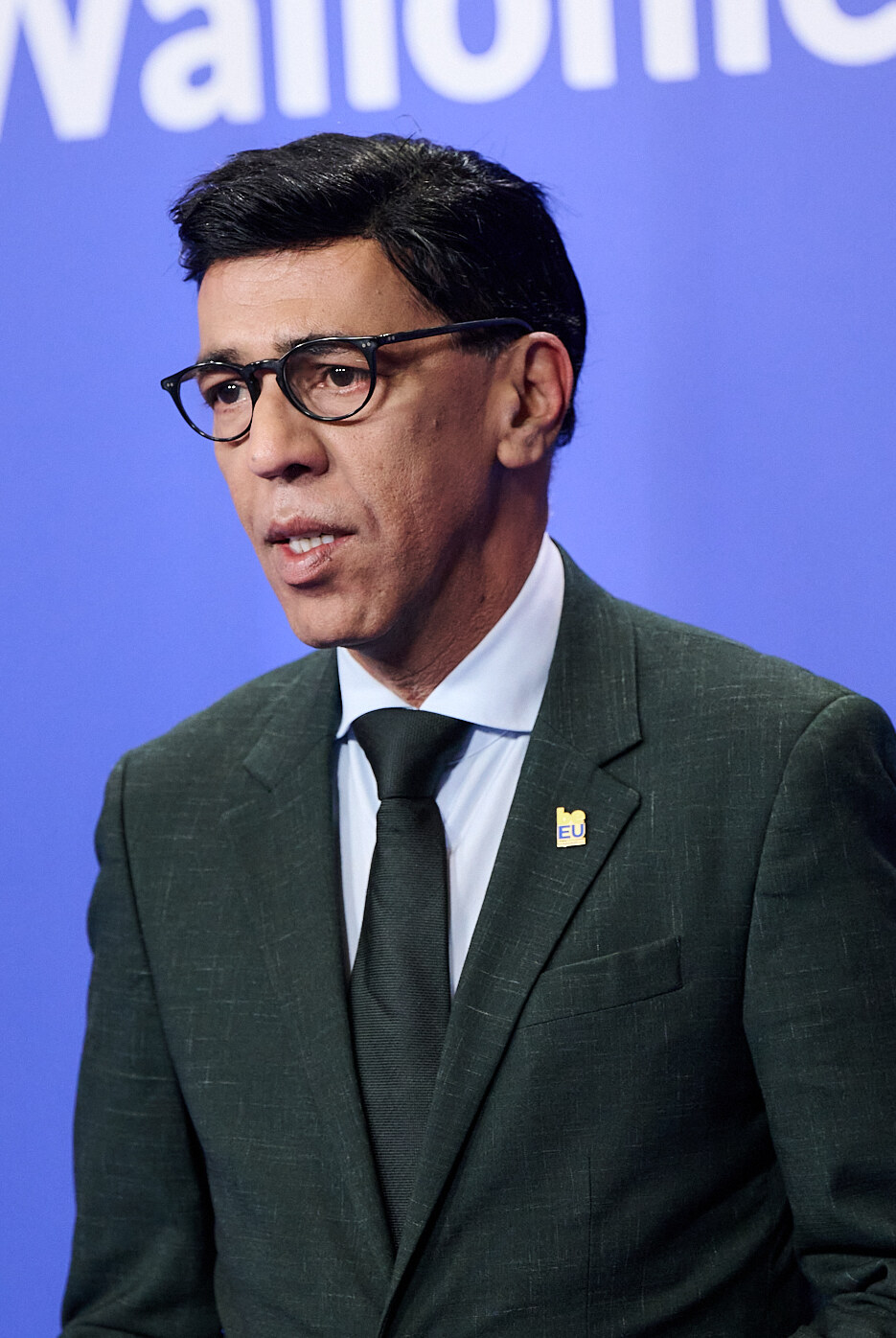
Younous Omarjee in 2024

Younous Omarjee (Saint-Denis, 30 september 1969) is een Frans links politicus. 
Omarjee zetelt sinds 2012 in het Europees Parlement namens de Franse overzeese gebieden. In 2012 volgde hij Élie Hoarau op; in 2014 en opnieuw in 2019 en 2024 werd hij zelf verkozen. Hij stelde zich in 2009 en 2014 kandidaat op linkse kartellijsten van de overzeese gebieden; in 2019, nadat de aparte kiesomschrijvingen binnen Frankrijk werden opgeheven, op de lijst van La France insoumise. In het Europees Parlement is hij aangesloten bij de Linkse Fractie (GUE/NGL). Van 2019 tot 2024 zat hij de commissie Regionale Ontwikkeling voor. In 2024 werd hij gekozen als een van veertien ondervoorzitters van het Europees Parlement.